# Cephaleta elongata
Cephaleta elongata is een vliesvleugelig insect uit de familie Pteromalidae. De wetenschappelijke naam is voor het eerst geldig gepubliceerd in 2011 door Sureshan, Dhanya, Bijoy & Ramesh Kumar.